# Communauté bouddhiste Triratna

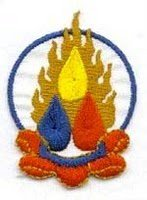
Broderie des Trois Trésors (Triratna). Le motif est le logo de l'Ordre bouddhiste Triratna.

La Communauté bouddhiste Triratna (en anglais Triratna Buddhist Community, jusqu'en 2010 Amis de l'ordre bouddhiste occidental ou AOBO) est un mouvement international  créé par le moine bouddhiste anglais Sangharakshita. Triratana est un mot sanskrit signifiant les Trois Joyaux, c'est-à-dire le Bouddha, le Dharma et le Sangha. C'est don un concept central du bouddhisme.
Le mouvement, fondé à Londres en 1967, compte de nombreux centres sur tous les continents. Il cherche à communiquer le Dharma, l'enseignement du Bouddha, de manières appropriées à la vie dans le monde moderne. Tout en restant fidèle aux traditions du bouddhisme, la Communauté bouddhiste Triratna cherche à faire un pont avec les idées contemporaines, en particulier concernant la philosophie, la psychothérapie et les arts.

## Histoire
La Communauté bouddhiste Triratna a été fondée par Sangharakshita sous le nom d'Amis de l'Ordre Bouddhiste Occidental, en avril 1967, à Londres. Il était revenu peu avant de deux décennies passées en Inde, où il avait à l'origine été envoyé par l'armée alors qu'il était sous les drapeaux, durant la seconde guerre mondiale. Il allait diriger la Communauté jusqu'à sa retraite officielle en 1995, et continua jusqu'à son décès en 2018 à exercer une influence décisive sur sa pensée et ses pratiques.
Dans les années 1990, l'Ordre a grandi en Inde et, selon l'Encyclopedia of Buddhism, ses membres indiens représentaient en 2008 environ la moitié des effectifs de la communauté. Dans un livre publié en 2005, Sally B. King estime le nombre de membres et de sympathisants de l'AOBO à 100.000, la majorité d'entre eux étant en Inde.
En 1997, la responsabilité des ordinations et la direction spirituelle de la Communauté ont été transmises par Sangharakshita à un « collège de précepteurs publics », aujourd'hui basé à Coddington (Angleterre). Le premier président de ce collège a été choisi par Sangharakshita ; il est renouvelé de façon élective entre les membres du collège, par mandats de cinq ans.
Au printemps 2010, le nom du mouvement a été changé d'Amis de l'Ordre Bouddhiste Occidental (Friends of the Western Buddhist Order ou FWBO en anglais) en Communauté bouddhiste Triratna (équivalent du nom utilisé en Inde, Triratna Bauddha Mahāsaṅgha). Ceci faisait suite au développement du mouvement dans un certain nombre de pays — notamment en Inde où la Communauté est très active — dans lesquels on considère que le terme « occidental » n'est pas approprié. Triratna est un terme sanskrit désignant les Trois Joyaux, les idéaux centraux du bouddhisme : le Bouddha, le Dharma et le Sangha.
Fin 2018, il y avait près de 2.300 membres de l'ordre, et des groupes ou des centres de la Communauté dans 26 pays.

## Pratiques et activités

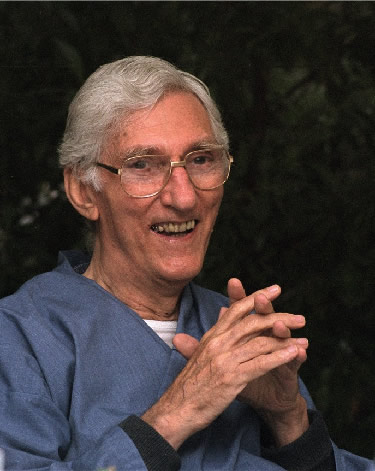
Sangharakshita, fondateur de l'ordre, en 2002.

La méditation est le dénominateur commun des différentes activités. Les membres de l'Ordre enseignent deux pratiques traditionnelles : l’attention au souffle (ānāpānasati), 
dans laquelle l'accent est mis sur la prise de conscience du souffle à chaque instant, et le mettā bhāvanā, ou développement de la bienveillance illimitée. Ces pratiques sont jugées complémentaires dans la promotion de l'équanimité et la bienveillance envers les autres. Certains amis de l'Ordre participent peu aux autres activités, mais l'amitié, le Sangha et la communauté sont encouragées à tous les niveaux comme autant de cadres essentiels pour la méditation.
Le fondateur, Sangharakshita, analyse la méditation en quatre phases. Les deux premières, selon son système (l’unification et l’émotion positive), peuvent être corrélées à la catégorie traditionnelle des pratiques calmantes de samatha; et les deux autres (mort spirituelle et renaissance spirituelle) peuvent être corrélées aux pratiques de vipassanā, ou vue pénétrante. Pour ceux qui ne sont pas ordonnés dans l'Ordre bouddhiste Triratna, l'accent est mis sur les pratiques associées au deux premières, mais l’esprit des deux autres est également enseigné.
Ces phases se présentent ainsi :
1. L’unification : la pratique principale à ce stade est l’attention sur le souffle, ayant pour but l'amélioration de l'attention et de la concentration, l’unification de la psyché, et la réduction des  conflits psychologiques.
2. L’émotion positive : le deuxième aspect de la samatha est le développement de la positivité, une attitude tournée vers autrui, et affirmatrice de la vie. Les méditations sur les quatre brahmavihāras, en particulier le mettā bhāvanā, la méditation de développement de la bienveillance, sont les principales pratiques destinées à favoriser le développement des émotions positives.
3. La mort spirituelle : é'étape suivante consiste à développer une vue pénétrante dans la vacuité du soi et de la réalité. À ce stade, les méditations comprennent la contemplation des six éléments formant le soi et le monde, la contemplation de l'impermanence, de la souffrance, et de la śūnyatā.
4. La renaissance spirituelle : l’Ordre bouddhiste Triratna enseigne qu’avec le développement de la vue pénétrante et avec la mort du soi limité, une personne renaît spirituellement. Les principales pratiques de cette phase impliquent la visualisation de bouddhas et de bodhisattvas. À l’ordination, à chaque dharmachari(ni) (ou membre de l’Ordre) reçoit une visualisation avancée sur une figure particulière.

Dans les Centres sont aussi enseignés l’étude des textes du bouddhisme, le yoga et d'autres méthodes de travail sur soi, certaines de ces dernières étant parfois considérées comme venant de l'extérieur de la tradition bouddhique. Depuis le milieu des années 1990, les activités de la communauté se sont progressivement étendues et incluent aujourd'hui des festivals en plein air, des cours de méditation en ligne, des festivals artistiques, de la poésie et des ateliers d'écriture, le tai-chi-chuan, et des pèlerinages dans les lieux saints du bouddhisme en Inde. Depuis de nombreuses années, une association caritative de la communauté, le Karuna Trust (UK) (en), recueille des fonds pour des projets d'aide caritative ou bouddhiste en Inde.
Comme chez les bouddhistes en général, la puja est une pratique rituelle faite en certaines circonstances, qui vise à susciter le désir de libérer tous les êtres de la souffrance. Le rituel le plus commun est une puja en sept parties, tirée et adaptée du Bodhicaryāvatāra de Shantideva.
Des retraites offrent une chance de se focaliser plus intensément sur un aspect ou un autre de la pratique, dans un contexte résidentiel en dehors de la vie quotidienne. Les retraites peuvent être solitaires ou communautaires, et peuvent être des retraites de méditation ou d'étude sur un thème ou au autre. Leur durée est en général d’un week-end à deux semaines.

Au sein de la Communauté bouddhiste Triratna ont été créées un certain nombre d’entreprises, basées sur les principes des  « moyens d'existence justes », donnant à ceux qui y travaillent un environnement de développement spirituel dans le cadre d’un emploi, et permettant de générer des fonds pour le mouvement ou pour des associations caritatives. L'accent y est mis sur le travail en équipe, sur la contribution au bien-être des autres, par exemple en finançant des projets sociaux ou en prenant en compte les questions éthiques comme le commerce équitable. La plus grande entreprise de la communauté a été Windhorse:Evolution, une entreprise de vente en gros de cadeaux ayant une chaîne de boutiques de souvenirs ; la société a fermé en 2015.

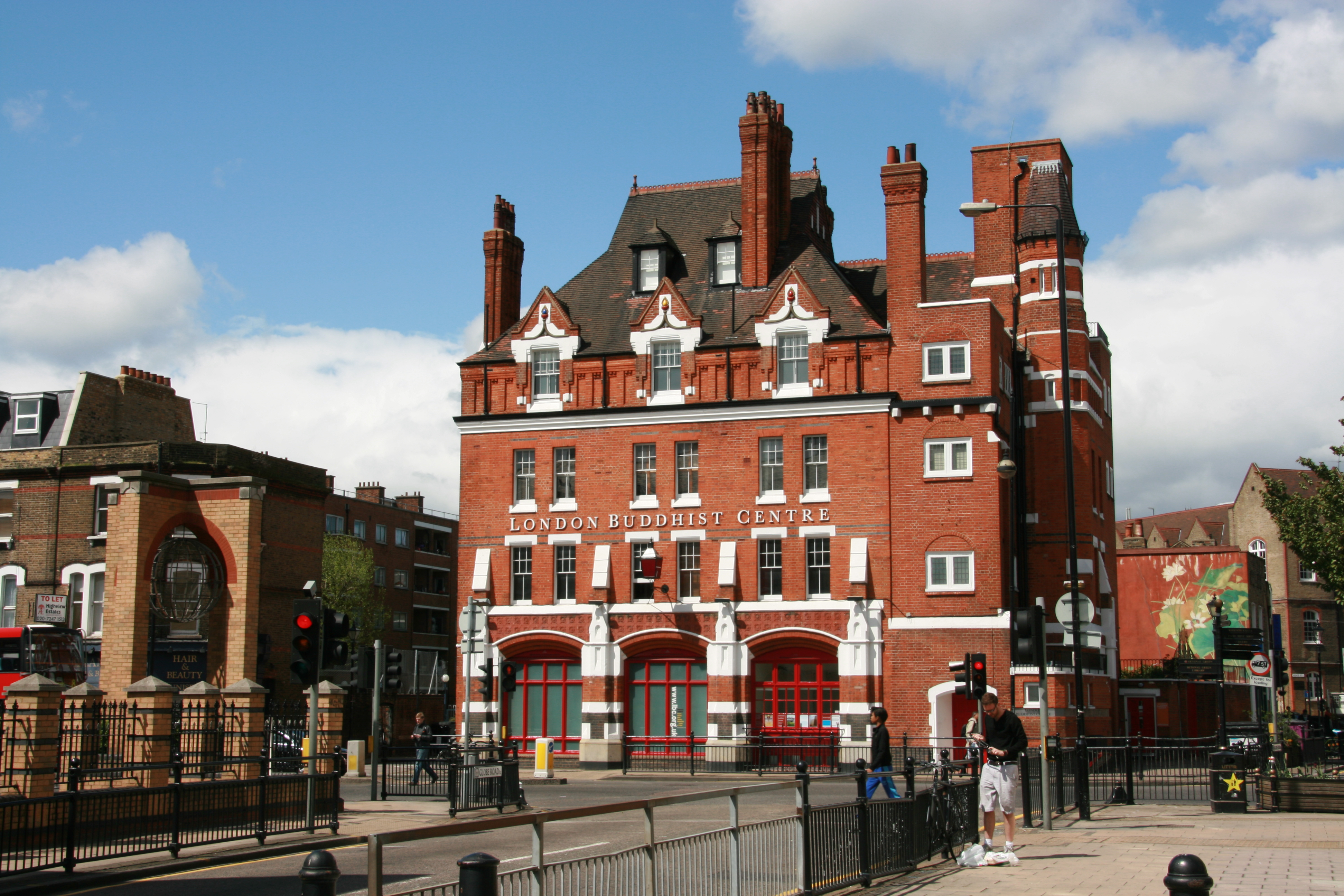
Le London Buddhist Centre.

Dans nombre de villes où se trouve un centre Triratna, on trouve des communautés résidentielles. La première a été formée à la suite d'une retraite : certains des participants à cette dernière souhaitaient en effet continuer à vivre dans des conditions proches de la retraite. Depuis, il a été considéré que les communautés les plus stables sont celles qui ne sont pas mixtes, ce qui est devenu le paradigme pour ces communautés. Le soutien de compagnons de pratique au sein de la communauté est considéré comme un moyen efficace d’aider ses membres à faire des progrès spirituels.
En Europe, le plus grand centre de la Communauté bouddhiste Triratna est le London Buddhist Centre (en) à Bethnal Green, à l’est de Londres. Il propose chaque semaine un grand nombre de cours et de sessions sur la méditation et le bouddhisme, ainsi que des journées de pratique et des retraites. Outre ces aspects typiquement bouddhistes, le Centre propose des cours de gestion du stress et de la dépression, ainsi que des cours destinés aux personnes alcoolodépendantes, tous basés sur la méditation de pleine conscience ; ces dernières initiatives sont soutenues par le district londonien de Tower Hamlets, où se trouve le Centre.

## Caractéristiques
La Communauté bouddhiste Triratna se définit elle-même à travers six caractéristiques :
1. Un mouvement œcuménique. La Communauté bouddhiste Triratna ne s’identifie pas avec une école particulière du bouddhisme, mais s’inspire de nombre d’entre elles. Elle se considère comme « œcuménique » plutôt qu’« éclectique », car elle se fonde sur la prémisse qu'il y a une unité sous-jacente à toutes les écoles[6].
2. La centralité de la prise de refuge dans les Trois joyaux. Aller en refuge dans les Trois Joyaux, – le Bouddha, le Dharma et le Sangha - est l’acte central et déterminant de la vie bouddhiste ; c’est ce qui fait de soi un bouddhiste[10]. C'est donc un acte sans cesse répété, à un niveau toujours plus profond.
3. Un Ordre unifié. Contrairement à certains sanghas, la communauté ne suit pas une lignée monastique. Sangharakshita a conçu un système d’ordination non-monastique, tout en permettant également de prendre le précepte d’anagarika, qui enjoint le célibat et la vie simple. L’ordination est identique pour les femmes et les hommes ; les femmes et les hommes sont reconnus comme étant également en mesure de pratiquer et de se développer spirituellement[6].
4. L’importance de l'amitié spirituelle. Il y a un fort accent sur le sangha, et sur l'amitié spirituelle basée sur des valeurs partagées. Passer du temps avec des amis qui partagent les mêmes idéaux, et s’engager dans la communication et dans la pratique rituelle avec eux soutient la pratique éthique et l'apparition de la bodhicitta[16].
5. Le travail en équipe. Travailler en équipe, dans un esprit de générosité et avec un accent sur l'éthique, est considéré comme une pratique spirituelle de transformation[11].
6. L’importance de l'art. L’appréciation et la pratique de toutes les formes d’art sont considérées comme un aspect important de la pratique spirituelle. La communauté enseigne que le raffinement du goût artistique peut aider à affiner la sensibilité émotionnelle et à fournir un canal à l'expression d'une vie juste et à la croissance spirituelle. Plus généralement, la Communauté bouddhiste Triratna cherche des moyens de réexprimer le bouddhisme en établissant des liens avec des éléments qui résonnent avec ce dernier dans la culture environnante, en particulier en ce qui concerne les arts en tant qu'aspect de la culture occidentale[8].

« L'attitude de l’AOBO quant à la diffusion du Dharma est une attitude d'urgence du cœur », écrit Stephen Batchelor, un auteur bouddhiste britannique reconnu, dans un livre publié en 1994. « Pour l'AOBO, la société occidentale en tant que telle devrait être soumise au contrôle sans faille des valeurs bouddhiques. »

## L'Ordre bouddhiste Triratna
L’Ordre bouddhiste Triratna est au centre de la Communauté. C’est un réseau d'amitiés entre des personnes qui, en communion les unes avec les autres, ont pris un engagement personnel envers le Bouddha, le Dharma et le Sangha. Les membres de l'Ordre sont appelés des dharmacharis (masc.) ou dharmacharinis (fém.), et sont ordonnés lors d’une cérémonie définie par le fondateur. Lors de leur ordination, ils reçoivent un nom religieux en pāli ou en sanskrit. Bien qu'il existe une hiérarchie informelle dans l'ordre, il n'y a pas de gradation dans les ordinations : il n'y a qu'un seul type d'ordination. Un petit nombre de membres de l’Ordre prennent aussi un vœu de célibat et de simplicité. Contrairement à la structure traditionnelle bouddhique de séparation entre laïcs et moines et nonnes, l'ordre combine les modes de vie monastique et laïque sous la même ordination, une pratique que l'on trouve aussi dans certaines écoles du bouddhisme japonais.
Les membres de l'Ordre s'engagent à une pratique personnelle du Dharma — en particulier par la méditation et par l'observance des dix préceptes éthiques — et à rester en contact les uns avec les autres. L'ordination ne confère aucun statut particulier, ni aucune responsabilité spécifique, bien que de nombreux membres de l'Ordre choisissent de prendre des responsabilités dans des tâches telles que l'enseignement de la méditation et du Dharma, le travail dans une des entreprises de moyens d'existence justes existant au sein de la Communauté, ou des actions sociales et caritatives.

### La Communauté
Dans la Communauté bouddhiste Triratna, le sangha est interprété comme étant la communauté bouddhiste dans son ensemble. Une personne qui assiste régulièrement à des activités de la Communauté est considéré comme un « ami ». Les amis n'ont pas à se considérer comme bouddhistes. Certains choisissent, après un certain temps, de participer à une cérémonie officielle d'engagement, devenant ainsi des « mitras », terme sanskrit signifiant « ami ». Un mitra est une personne qui se considère bouddhiste, qui fait un effort pour méditer et vivre en accord avec les cinq préceptes éthiques, et qui estime que la Communauté bouddhiste Triratna est la communauté spirituelle qui lui convient.
Ceux qui désirent se joindre à l'Ordre en font la demande, point de départ d'un processus d'approfondissement de l'engagement qui peut prendre plusieurs années.